# Universidad de Ciencias Aplicadas de Rhein-Waal
 La Universidad de Ciencias Aplicadas de Rhein-Waal (Alemán: Hochschule Rhein-Waal) o HSRW, es una universidad pública con orientación internacional. La universidad abrió el semestre de invierno de 2009/10 y alcanzó su actual tamaño en 2013, con aproximadamente 5000 estudiantes.  La universidad tiene dos campus: en Kleve y en Kamp-Lintfort.
El nombre de la universidad fue adoptado del río alemán Rhein y del río en neerlandés Waal. El área entre estos dos ríos se ha unido como un solo grupo de desarrollo, 'Euregio Rhein-Waal'. La universidad es una de los proyectos del grupo. El presidente actual de la universidad es Georg Hauck.